# Aleksandr Dinersztejn
Aleksandr Grigorjewicz Dinersztejn (Александр Григорьевич Динерштейн; ur. 19 kwietnia 1980 w Kazaniu) — zawodowy gracz go z Rosji. Status profesjonalisty uzyskał w 2002 w Hanguk Kiwon w Korei. Jest jednym z ośmiu zawodowych graczy go niebędących Azjatami. W latach 1999–2005 sześciokrotnie zdobywał mistrzostwo Europy w Go.